# 钓鱼台城址
钓鱼台城址，位于中国吉林省柳河县柳河镇钓鱼台村，为一个省级文物保护单位，类型为古遗址，公布时间为2007年5月31日。该文物保护单位由柳河县文管所管理。
钓鱼台城址的历史年代为战国末至汉代。